# پایه مادگی

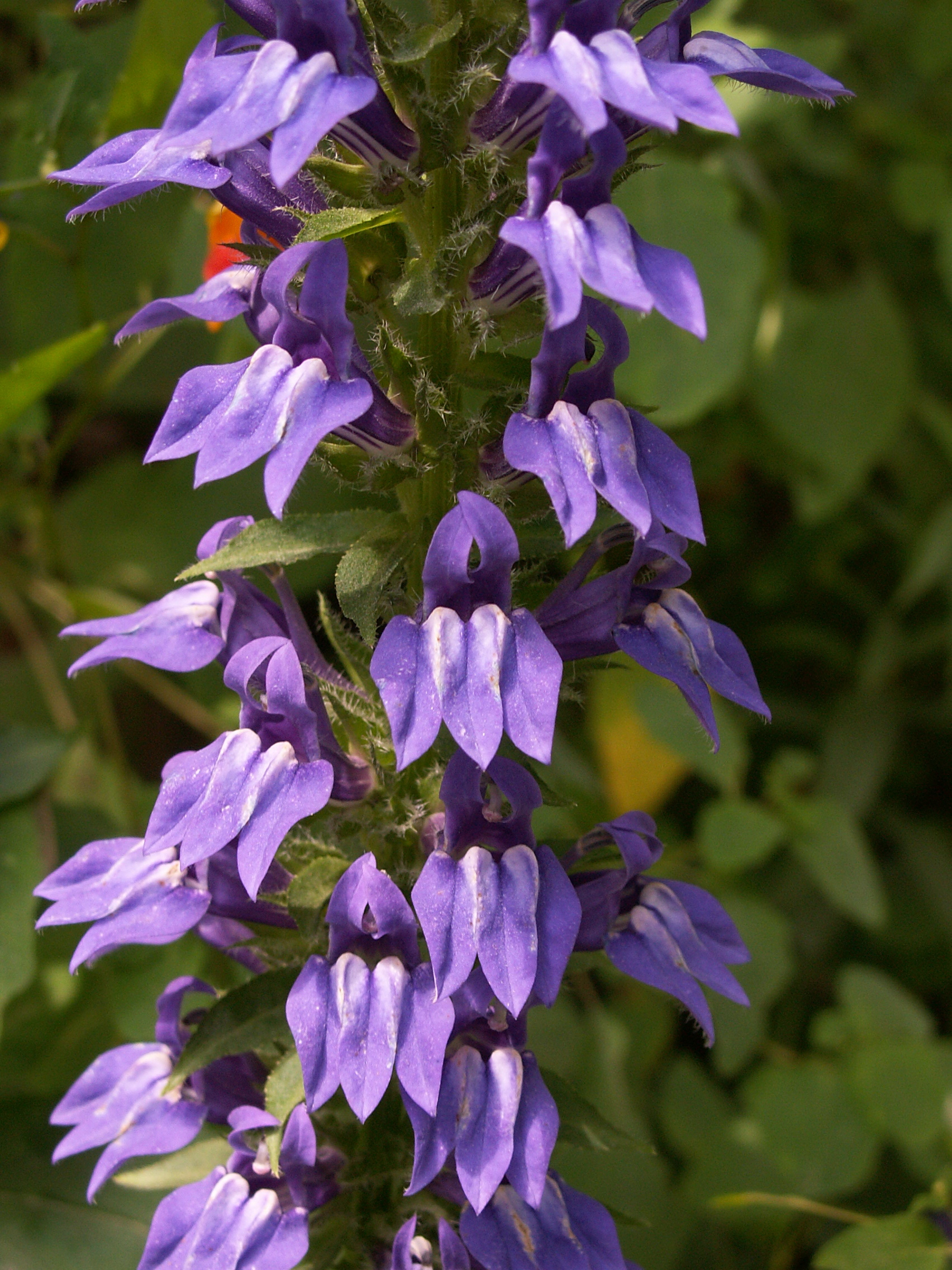
Lobelia siphilitica نمونه‌ای از گونه‌هایی با سیستم جفت‌گیری پایهٔ مادگی است.

پایهٔ مادگی (به انگلیسی: Gynodioecy) یک سیستم جنسی نادر است که در گونه‌های گیاهی گلدار ویژه‌ای یافت می‌شود که در آن گیاهان ماده و هرمافرودیت در یک جمعیت همزیستی دارند. پایهٔ مادگی حد واسط تکاملی بین نرمادگی (که هر دو بخش نر و ماده را نشان می‌دهد) و دوپایه (دارای دو شکل جداگانهٔ نر و ماده) است.
پایهٔ مادگی گاهی یک سیستم جفت‌گیری آمیخته در کنار سه‌پایه و پایهٔ نری در نظر گرفته می‌شود. همچنین یک سیستم جنسی دوشکلی در کنار دوپایه و پایهٔ نری در نظر گرفته می‌شود.